# F1 2019 (joc video)
F1 2019 este jocul video oficial al Campionatelor de Formula 1 și Formula 2 din 2019, dezvoltat și publicat de Codemasters. Este al doisprezecelea titlu din seria Formula 1 dezvoltată de studio. Jocul este a unsprezecea serie principală a francizei și cuprinde toate cele douăzeci și unu de circuite, douăzeci de piloți și zece echipe prezente în Campionatul Mondial de Formula 1 din 2019. Codemasters a declarat că jocul a fost în dezvoltare de aproape doi ani și l-a descris drept „cea mai ambițioasă lansare din istoria francizei”. Acest joc este dedicat lui Tony Porter, Niki Lauda, Charlie Whiting și Anthoine Hubert.

## Caracteristici
F1 2019 este primul joc din serie care include transferuri de piloți, piloții controlați de AI putând schimba echipele în timpul sau la sfârșitul unui an de campionat. Aceste mutări vor fi generate aleatoriu mai degrabă decât evenimente scriptate.
Jocul include 18 mașini de Formula 1 din F1 2018 din sezoanele 1972–2010, DLC-ul având un accent pe carierele lui Alain Prost și Ayrton Senna. DLC-ul include, de asemenea, McLaren MP4-25 din 2010, condus de Lewis Hamilton și Jenson Button, și Ferrari F10 din 2010, condus de Fernando Alonso și Felipe Massa. Aceste mașini au fost incluse pentru a sărbători aniversarea a zece ani de la lansarea de către Codemasters a jocului de Formula 1 pe a șaptea și a opta generație de console. Două mașini Ferrari sunt însă vizibil absente. Acestea sunt Ferrari F2002 din 2002 și Ferrari 412 T2 din 1995.
Jucătorii pot crea modele – inclusiv sponsori fictivi – pentru o mașină generică din 2019 în modurile multiplayer.
În cadrul jocului, sponsorizarea SportPesa a lui Racing Point este înlocuită de SpScore.com (site-ul de știri și scoruri live al SportPesa) datorită faptului că SportPesa este o companie de pariuri și jocul fiind evaluat PEGI 3, precum și reglementările privind publicitatea pentru jocuri de noroc. Sponsorul Scuderiei Ferrari, Mission Winnow, a fost, de asemenea, eliminat complet din cauza faptului că era o reclamă pentru compania de tutun Philip Morris International, precum și brandul A Better Tomorrow (condus de British American Tobacco) pe mașinile McLaren. Într-o actualizare ulterioară, siglele 90 Years au fost adăugate, împreună cu mașina adevărată, pentru a sărbători implicarea de 90 de ani a Ferrari în sporturile cu motor.
Codemasters a dezvăluit prezența Campionatului FIA de Formula 2 în joc, cu un Dallara F2 2018 afișat la sfârșitul trailerului de anunț. Jocul a prezentat inițial echipele, piloții și calendarul campionatului din 2018, cu conținut bazat pe campionatul din 2019 adăugat jocului prin actualizare în septembrie 2019. Campionatul de Formula 2 este integrat în modul carieră al jocului ca o serie de scenarii scurte menite să introducă rivalități ale piloților, numite F2 Feeder Series. Include doi piloți fictivi, Lukas Weber și Devon Butler, care acționează drept coechipieri și, respectiv, rivali cu personajul jucătorului, și amândoi trec în Formula 1 alături de jucător la sfârșitul seriei de scenarii. Campionatul complet de Formula 2 poate fi jucat separat de modul carieră.